# Információ

Az i számos területen az információ jelképe

Az információ latin eredetű szó, amely értesülést, hírt, üzenetet, tájékoztatást jelent. Egyben az informatika alapfogalma. Számos jelentése, kifejtése ismert, különböző tudományágak különböző módon közelítik meg, írják le. Egyértelműen elfogadott definíciója nem ismert.
Általánosságban információnak azt az adatot, hírt tekintjük, amely számunkra releváns és ismerethiányt csökkent. Egyik legleegyszerűsítettebb megfogalmazás szerint az információ nem más, mint a valóság (vagy egy részének) visszatükröződése. Tudományos értelmezését az információelmélet fogalmazza meg.

## Története
A középkorban az arisztotelészi érzékelés-elmélettel szemben (mely mintegy radarként képzelte pl. a szemet) az az elképzelés alakult ki, hogy a tárgyakról érkező valami az érzékszervet befolyásolja, formáját megváltoztatja, tehát informálja. A misztikus teológia szerint a lélek felemelkedve Isten közelébe, Isten nyomot hagy rajta, átformálja, informálja.
Az információ, mint tudományos fogalom az ipari forradalom idején jelent meg fokozatosan. A fogalom átvételében Rudolf Clausius 1865-ben készült dolgozatát tekinthetjük fordulópontnak. Később – ezt a dolgozatot felhasználva – továbbfejlesztette Ludwig Boltzmann (1894). Szerinte az entrópia azért jelentkezik, mert a zárt rendszerbe nem juthat további anyag, energia és információ.
Olyan személyek munkái jelentették a fejlődést, mint Norbert Wiener, Gábor Dénes, Neumann János, Szilárd Leó, Claude Shannon, Warren Weaver vagy Ralph Vinton Lyon Hartley.
Az 1950-es évektől robbanásszerű fejlődésen megy át a fogalom, mivel számos tudományág felfedezi és használatba veszi. Számtalan kiegészítése, értelmezése lát napvilágot. Olyan szakterületek építik be szaknyelvükbe, mint a kibernetika, biológia, pszichológia, kommunikációs elmélet, nyelvészet, szemiotika, játékelmélet, kódoláselmélet, vezetés- és szervezéselmélet, rendszerelmélet.

## Egyéb megközelítések, jelentések
Minden tudományos területen igyekeznek megfogalmazni az információ definícióját. A 20. században kialakult és folyamatosan fejlődő információs társadalom pedig, ha lehet, még több lehetséges szempontot hozott magával. A meghatározások között vannak átfedések, de a téma folyamatos kutatását végző tudományágaknak sem sikerült egységes definíciót alkotniuk. 
- Köznyelvi értelemben: Hétköznapi életben az információt általában tájékoztatás, felvilágosítás és értesítés jelentésben használjuk. Irodalmi művekben megtalálható az informál kifejezés is.[2]
- Kommunikációelméletben: Az információ kölcsönösen egymásra ható objektumok kommunikációjának objektív tartalma, amely ezen objektumok állapotának megváltozásában nyilvánul meg.
- Hírközlésben: Az információt egy adótól, egy dolog állapotáról vagy egy jelenség lefolyásáról, valamilyen sajátos statisztikai szerkezettel rendelkező jelkészletből összeállított, időben és/vagy térben elrendezett jelek sorozatával továbbít a vevő felé, amely ezt értelmezi. Az információ mindaz, ami kódolható és továbbítható egy arra alkalmas csatornán.
- Matematikában: Az információ számmal mérhető, mint egy adott elem halmazból történő kiválasztásához szükséges eldöntendő (igen/nem) kérdések maximális száma.
- Ismeretelméletben: Az információ olyan tapasztalat vagy ismeret, amely valaki tudásának és ismereteinek rendezettségét megváltoztatja vagy alapvetően befolyásolja. Előfordulhat hogy időlegesen a bizonytalanságot növeli.
- Társadalomtudományban: Az információ a társadalom szellemi kommunikációs rendszerében keletkezett és továbbított hasznos vagy annak minősülő ismeretközlés. Össztársadalmi jelenség, a világ globális problémáinak egyike, hasonlóan az energiához, a környezetvédelemhez.
- Közgazdaságban: Az információ egy olyan szolgáltatás és egyben piaci termék, amely az árucserével ellentétben az átadást követően is mindkét félnél megmarad. A termékek előállítása során a felhasznált anyag és a befektetett munka mellett az elkészítéshez alkalmazott információ is értéket képvisel.
- Biológiában: Az élő szervezeteknél a negatív visszacsatolás révén szerzett információk biztosítják a rendszer stabilitását. Információs gépekként működve képesek fenntartani egy termodinamikailag nagyon valószínűtlen, magas információtartalommal rendelkező rendszert. Az élőlényekben a DNS-ben hordozott genetikai információ szolgálja a faj fennmaradását.
- Fizikában: Minden rendezett struktúra információt hordoz magában, ahol a rend és az információ szoros kapcsolatban áll egymással. A fizikában az energiát munkavégző képességként definiálják, az információ pedig a rendezőképesség. Az információ mérése az entrópia mérésén alapszik.
- Filozófiában: Az információnak akkora jelentősége van, mint az anyagnak és az energiának. A rendszerek, amelyek a világot alkotják, az információs kapcsolatok segítségével szerveződnek egésszé. Fontos különbség viszont, hogy az információra nem érvényes az anyagra és energiára vonatkozó megmaradási tétel, velük ellentétben az információ megsemmisíthető és létrehozható.

## Főbb tulajdonságai
Az információ önmagában értéket képvisel, ez lehet társadalmi, tudományos, termelési – gazdasági vagy akár hatalmi érték. Az információval képesek vagyunk egy meglévő értéket növelni, így értéknövelő. Mivel értéket képvisel, így profitot, illetve extraprofitot is termelhet. Jellemző tulajdonsága még a mennyisége, minősége, felhasználhatósága, hozzáférhetősége, érthetősége, védelme.[forrás?]

### Mennyisége
Az információ mennyisége az idővel exponenciálisan nő, ugyanis az információ felhasználásakor nem semmisül meg, többszörösen újrafelhasználható. Ugyanakkor az is igaz, hogy az információ megsemmisíthető, hiszen csak az információt reprezentáló adatokat, jeleket kell törölni.

### Minősége
Az információ minősége alapvetően a feldolgozás és a tömörítés szintjétől, valamint az információtárolás minőségétől függ. Ide tartozik, hogy az információ mennyire megbízható, pontos, illetve mennyire időszerű.

## Entrópia és az információ
Az entrópia a fizikában és az informatikában egyaránt használatos fogalom. Az entrópiát – mint a káoszt előidéző erőt – negatív információnak tekintjük, egyúttal a rendszeren belüli információ hiányát is jelenti.

## Mértékegysége
Az információmennyiség mértékegysége a bit – nem tévesztendő össze a adatmennyiség mértékegységével, amely szintén bit.
Ha egy eldöntendő kérdésre egyforma valószínűséggel adhatók különböző válaszok, akkor az e kérdésre adott bármely válasz pontosan 1 bit információt hordoz.
1 bit információhoz 10−23 J/K entrópiacsökkenés szükséges.

### Egyéb ismert mértékegységek
A biten kívül két másik mértékegység is ismeretes, de nem terjedtek el széles körben.

#### Hartley
Egy S hírforrás valamely p valószínűséggel (relatív gyakorisággal) kibocsátott h hírének az információtartalma (hírérték, entrópia):
{\displaystyle I(h)=-\lg p\,} hartley (decimális egység)
1 hartley = 1/lg 2 bit (kb. 3,32 bit),
1 hartley = 1/lg e nat (kb. 2,30 nat).

#### Nat (natural unit)
Egy S hírforrás valamely p valószínűséggel (relatív gyakorisággal) kibocsátott h hírének az információtartalma:
{\displaystyle I(h)=-\log _{e}p\,} nat
Az információ más alapegységei a bit és a hartley.
1 nat = 1/ln 2 bit (kb. 1,44 bit),
1 nat = 1/ln 10 hartley (kb. 0,43 hartley).

## Hír információtartalma

### Hartley-képlet
Egy hír esetén, amely egy N elemű jelkészletből – legyen ez pl. az ABC – M darab jelet használ és a jeleket véletlenszerűen választjuk ki, a hír információtartalma:
{\displaystyle H=M\cdot \log _{2}N}
A valóságban ezek a feltételek csak ritkán teljesülnek. A feltételek teljesülésére kitűnő példa a lottóhúzás.

### Shannon-képlet
Claude Shannon, az információelmélet megalkotója a következő egyenlettel írta le az információtartalmat:
{\displaystyle H=k\cdot \log _{a}(1/p)}
ahol {\displaystyle k} a jelkészletből felhasznált jelek száma, {\displaystyle p} a jelkészletből 1 jel kiválasztásának valószínűsége.
Ha a különböző jelek kiválasztásának valószínűségei nem azonosak, a Shannon-féle entrópiát kell használni.
Tételezzük fel, hogy egy {\displaystyle n} elemű {\displaystyle X} jelhalmaz (például egy független komplett üzenetekből álló készlet) {\displaystyle x_{1},x_{2},...,x_{n}} elemei rendre {\displaystyle p_{1},p_{2},...,p_{n}} valószínűséggel fordulnak elő, ekkor az egyedi információmennyiségek, azaz {\displaystyle \log _{2}(1/p_{i})} várható értéke definíció szerint:
{\displaystyle H\left(x_{1},x_{2},...,x_{n}\right):=\sum _{i=1}^{n}p(x_{i})\log _{2}{\frac {1}{p\left(x_{i}\right)}}}
ahol összegezni kell {\displaystyle i=1}-től {\displaystyle n}-ig. {\displaystyle H} a Shannon-féle entrópia, ezt tekintjük az üzenet információjának. A képlet formailag hasonló a statisztikus fizika entrópia képletéhez.